# Willem Wilmink

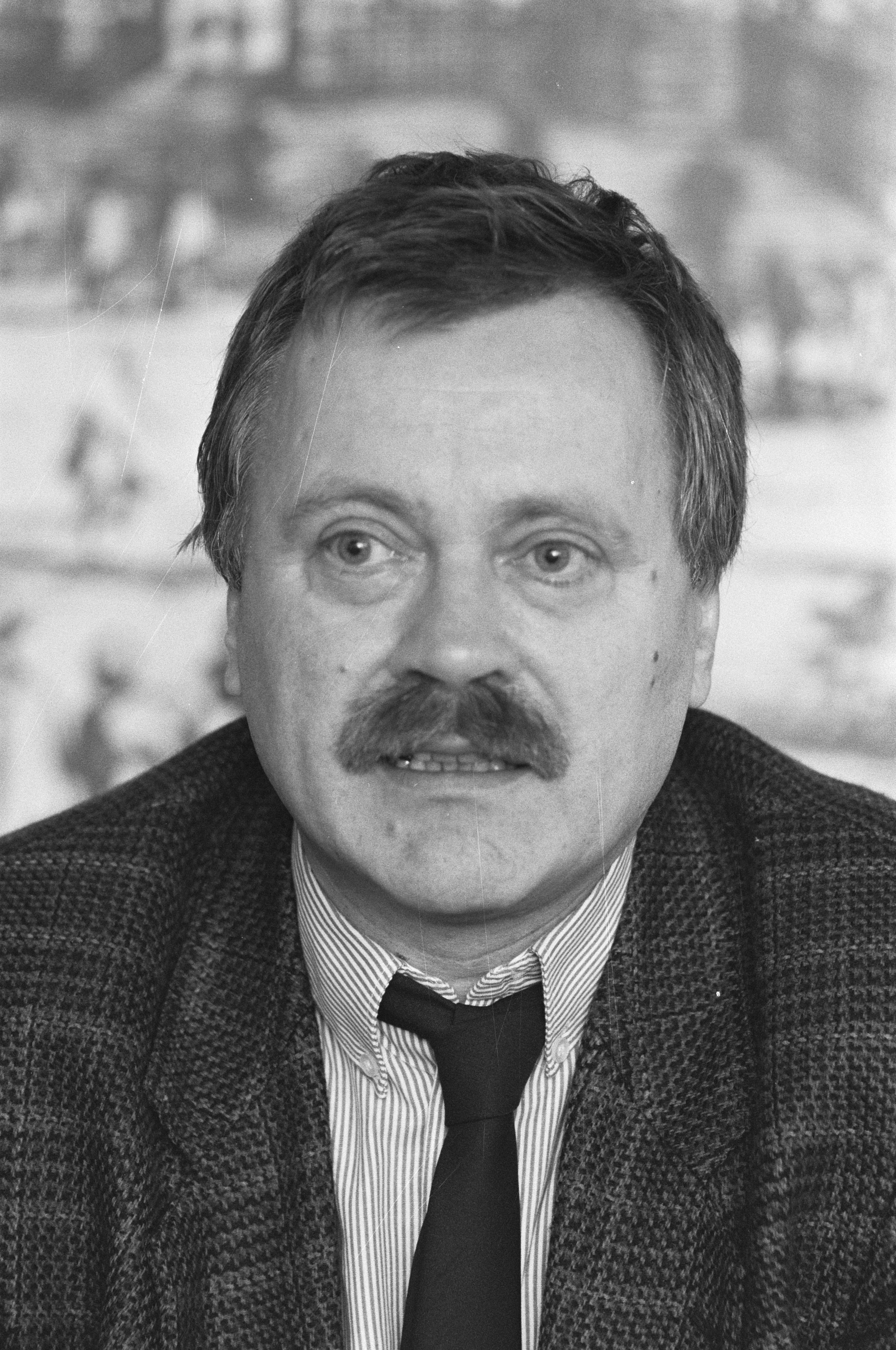
Willem Wilmink (1988)

Willem Andries Wilmink (* 25. Oktober 1936 in Enschede; † 2. August 2003 ebenda) war ein niederländischer Dichter, Autor und Sänger. Insbesondere für seinen Landsmann Herman van Veen textete er zahlreiche Titel.
Im Jahr 1988 erhielt er den mit 60.000 Euro dotierten Theo Thijssenprijs.
Willem Wilmink starb am 2. August 2003 im Alter von 66 Jahren an den Folgen mehrerer Schlaganfälle.